# رود لعل‌بار
رود لهل بار یا لعل‌بار یکی از زیرشاخه‌های اصلی قم‌رود است. سرچشمه و سراب اولیه این رود از کوه های بختیاری در شهرستان الیگودرز و از دامنه های شرقی و جنوبی کوه تمندر شروع می شود. پس از آن با دریافت شاخه های فرعی از برخی روستاهای شهرستان بویین و میان دشت، در منطقه روستای هنده وارد شهرستان گلپایگان می شود. با دریافت شاخه ی فرعی دیگری از شهرستان خوانسار تقویت می شود و بعد از پیوستن با رودهای خرقاب یا غرقاب و رود خمین، لهل‌بار نام می‌گیرد. این رود در طول مسیر خود در مناطق مختلف، نام های متفاوتی داشته است. در مناطق سرچشمه تا شهرستان گلپایگان به دربند معروف بوده است. از گلپایگان به بعد نیز با نام‌های اناربار و لعل‌رود معروف بوده است، این رود نهایتا در شمال نیم‌ور به قم‌رود می‌ریزد.
رود اناربار به عنوان عامل اصلی برای آبیاری دشت بزرگ گلپایگان شناخته می شود و به عنوان یکی از مهمترین دلایل تمدنهای پیش از تاریخی و تاریخ در دشت گلپایگان و یکی از عوامل پیدایش بزرگترین مجموعه سنگ نگاره های ایران در تیمره گلپایگان می باشد.